# Jaime King
Jaime King, (født 23. april 1979 i Omaha, Nebraska, USA), er en amerikansk skuespillerinde.
Jaime King startede sin karriere som model da hun blev "opdaget" i en alder af 14. Hendes filmkarriere statede i 1999 med en rolle i filmen Happy Campers.